# Nuri Şahin
Nuri Şahin (født 5. september 1988) er en tysk-tyrkisk fodboldtræner, og tidligere fodboldspiller, som senest var træner for Bundesliga-klubben Borussia Dortmund.

## Klubkarriere

### Borussia Dortmund
Şahin begyndte sin karriere hos Borussia Dortmund, hvor han fik sin førsteholdsdebut den 6. august 2005. I en alder af bare 16 år og 334 dage blev han på tidspunktet den yngste spiller til at spille i Bundesligaen. Senere på året den 25. november scorede han sit første mål, og blev hermed også den yngste målscorer i ligaen på tidspunktet.
Şahin blev i 2007-08 sæsonen udlejet til Feyenoord. Det var især efter denne lejeaftale, at Şahin etablerede sig som fast mand på midtbanen. Han var i 2010-11 sæsonen med til, at Dortmund vandt Bundesligaen, og han blev ved sæsonen udgang kåret som årets spiller i ligaen.

### Real Madrid
Şahin blev i maj 2011 hentet af Real Madrid.

#### Leje til Liverpool
Efter en skuffende debutsæson med Real Madrid, så blev Şahin lejet til Liverpool i august 2012.

### Borussia Dortmund retur
Şahins lejeaftale til Liverpool var heller ikke en succes, og i januar 2013 blev aftalen ophævet. Han blev med det samme udlejet igen, denne gang tilbage til Borussia Dortmund. I april 2014 aktiverede Dortmund købsklausulen i Şahins lejeaftale, og han skiftede hermed tilbage til klubben på en fast aftale.
Şahins anden periode med Dortmund var dog især skadesplaget, hvilke markant begrænsede hans spilletid over de næste sæsoner.

### Werder Bremen
Şahin og Dortmund blev i august 2018 enige om at ophæve hans kontrakt, og han skiftede herefter til Werder Bremen.

### Antalyaspor
Şahin skiftede i august 2020 til tyrkiske Antalyaspor. Det blev i oktober 2021 annonceret, at han ville stoppe sin spillerkarriere for at overtage rollen som cheftræner i klubben.

## Landshold

### Ungdomslandshold
Şahin har repræsenteret Tyrkiet på flere ungdomsniveauer.

### Seniorlandshold
Baines debuterede for Tyrkiets landshold den 8. oktober 2005 i en alder af bare 17 år, og han blev hermed den yngste spiller til at nogensinde spille for det tyrkiske landshold.

## Trænerkarriere

### Antalyaspor
Şahin blev i oktober 2021 udnævnt som cheftræner for Antalyaspor efter deres træner blev fyret.

### Borussia Dortmund
Şahin blev i januar 2024 hyret som assistenttræner under Edin Terzić hos sin tidligere klub Borussia Dortmund. Efter at Terzić stoppede som træner i august af samme år, så blev Şahin udpeget som hans efterfølger. Det blev dog kun til et halvt år som træner, før at Şahin blev fyret i januar 2025 efter en række dårlige resultater.